# Хеле Софие Сагеј
Хеле Софи Сагеј (19. јануар 1998) је норвешка играчица бадминтона. Почела је да се такмичи у парабадминтону у стартној класи SL4 у синглу, дублу и мјешовитој конкуренцији и припремала се за учешће на Љетњим параолимпијским играма 2020. у Токију.

## Спортска каријера
Хеле Софи Сагеј је рођена са дисмелијом и носи протезу за поткољеницу на десној нози. Почела је да игра парабадминтон са девет година. Године 2013, Сагеј је учествовала на свом првом Свјетском првенству у бадминтону за особе са инвалидитетом у Дортмунду, гдје је изгубила у финалу појединачне конкуренције од Парул Далсукхбаи Пармар из Индије. У дублу по систему, она и Катрин Зајберт су побједиле у сва три меча и освојиле златну медаљу. На Европском првенству у бадминтону за особе са инвалидитетом 2014. године у Мурсији, Сагеј је освојила злато и у синглу и у мјешовитом дублу са Бобијем Грифином из Енглеске. У финалу појединачне конкуренције Свјетског првенства у парабадминтону 2015. године, Сагеј је побједила Фостин Ноел из Француске. У дублу, она и Катрин Зајберт су побједиле у сва четири групна меча и такође освојиле злато. На Европском првенству у бадминтону за особе са инвалидитетом 2018. у Родезу, Сагеј је освојила злато у синглу, побједивши Фостин Ноел у финалу. Са Катрин Зајберт је побједила француско-дански дуо Коралин Бержерон и Катрин Розенгрин у финалу дублова. Она и Јан-Никлас Пот су освојили бронзу у мјешовитом дублу. На Свјетском првенству у парабадминтону 2019. године у Базелу, гдје су доминирале азијске играчице, Сагеј је освојила бронзу у синглу. У јануару 2023. године проглашена је за „Параспортисткињу године“ на норвешкој спортској гала вечери Идретсгален.